# Just Be (single)
Just Be is een nummer van de Nederlandse dj Tiësto uit 2004, ingezongen door de Britse zangeres Kirsty Hawkshaw. Het is de derde single van Tiësto's gelijknamige tweede studioalbum.
Het nummer werd een top 10-hit in het Nederlandse taalgebied. Het haalde net als voorloper Love Comes Again de 3e positie in de Nederlandse Top 40. In de Vlaamse Ultratop 50 haalde "Just Be" de 8e positie. In het Verenigd Koninkrijk haalde het de 43e positie. Verder heeft het nummer nergens hitlijsten behaald.